# ジョン・ド・バーグ (第13代クランリカード伯爵)

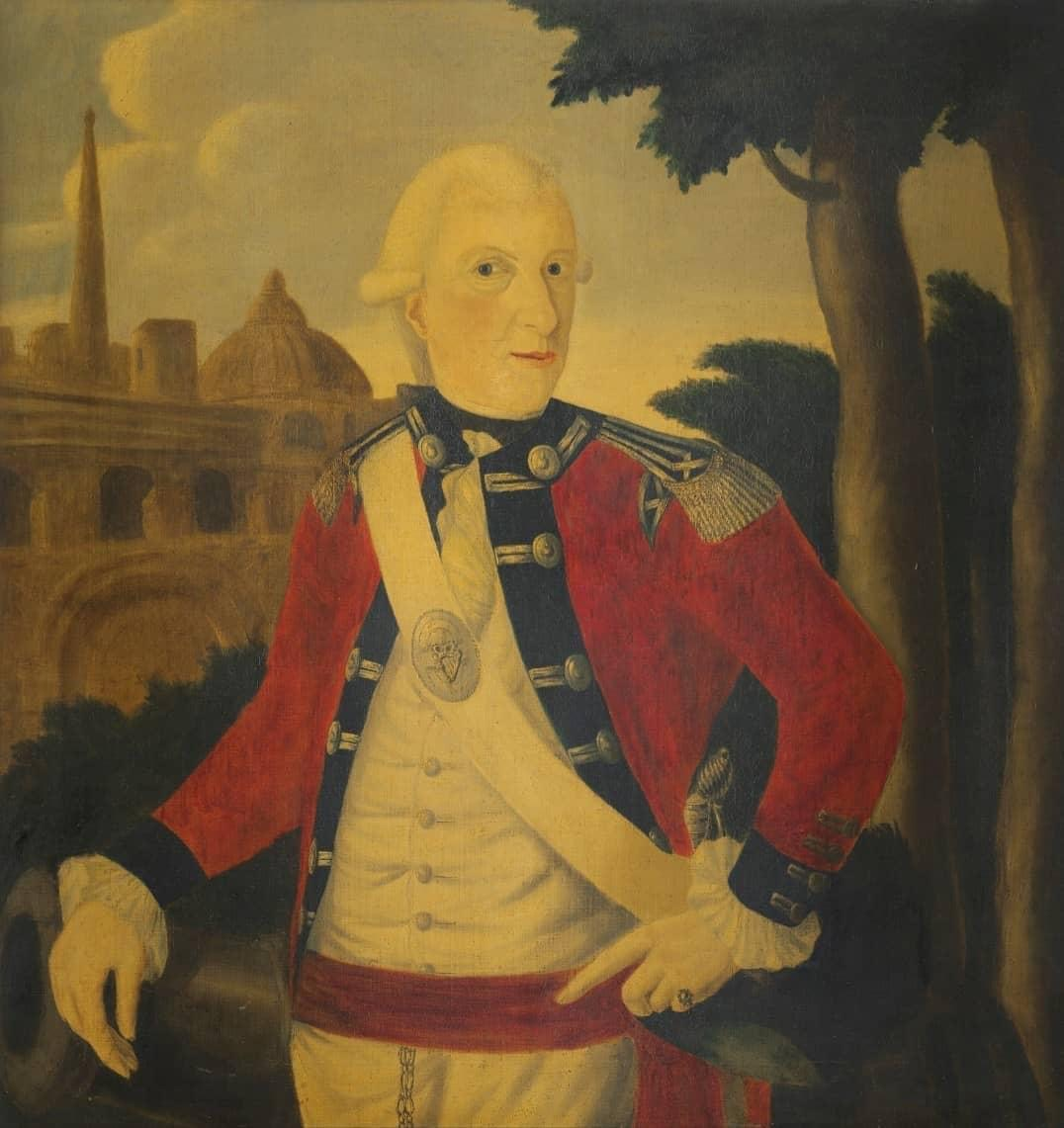
第13代クランリカード伯爵、18世紀の作品。

第13代クランリカード伯爵ジョン・トマス・ド・バーグ（John Thomas de Burgh, 13th Earl of Clanricarde PC (Ire)、1744年9月22日 – 1808年7月27日）は、イギリスの軍人、アイルランド貴族。軍人としての最終階級は陸軍大将で、晩年にキングストン・アポン・ハル総督を務めた。貴族としてアイルランド貴族院議員、アイルランド貴族代表議員を務めた。1800年末時点で跡継ぎとなる息子をもうけなかったため、特別残余権（special remainder）が規定されている爵位を与えられたが、2年後に息子が生まれた。

## 生涯
第11代クランリカード伯爵ジョン・スミス・ド・バーグと妻ヘスター・アミーリア（1803年12月29日没、第6代準男爵サー・ヘンリー・ヴィンセントの娘）の息子として、1744年9月22日に生まれた。
イギリス陸軍に入り、1776年7月2日にはグレナディアガーズの大尉として1個中隊の指揮を委ねられた。中佐への昇進を経て、1782年11月26日に大佐に昇進した。1783年5月27日に第68歩兵連隊に転じた。
1793年10月18日に少将に昇進した後、1794年4月9日に第88歩兵連隊隊長に任命され、同年12月9日に第66(バークシャー)歩兵連隊隊長に転じた。1796年1月にコルシカ島でのみ有効の中将への名誉昇進辞令を得て、1798年1月9日に正式に中将に昇進した。1803年10月1日、大将に昇進した。
1797年12月8日に兄にあたる初代クランリカード侯爵ヘンリー・ド・バーグが死去すると、クランリカード侯爵位は廃絶したが、従属爵位であるクランリカード伯爵位はジョン・トマスが継承した。その後、1798年3月2日にアイルランド貴族院議員に就任した。1799年に結婚したが、1800年末になっても世継ぎとなる息子が生まれなかったため、1800年12月29日にアイルランド貴族であるゴールウェイ県におけるクランリカード伯爵に叙された。この爵位には特別残余権（special remainder）が規定されており、初代伯爵の男系男子が断絶した場合、初代伯爵の娘およびその男系男子が爵位を継承できる。またグレートブリテン及びアイルランド連合王国の成立にあたり、1800年8月2日にアイルランド貴族代表議員に選出され、1801年に就任したのち1808年に死去するまで務めた。さらに1801年2月24日にアイルランド枢密院の枢密顧問官に任命され、同年6月23日にキングストン・アポン・ハル総督にも任命された。
1808年7月27日にダブリンで死去、息子ユリック・ジョンが爵位を継承した。

## 家族
1799年3月17日、エリザベス・バーク（Elizabeth Burke、1764年ごろ – 1854年3月20日、初代準男爵サー・トマス・バークの娘）と結婚、1男2女をもうけた。
- ヘスター・キャサリン（1800年1月16日 – 1878年2月17日） - 1816年3月4日、第2代スライゴ侯爵ハウ・ブラウンと結婚、子供あり[16]
- ユリック・ジョン（1802年12月20日 – 1874年4月10日） - 第14代および第2代クランリカード伯爵、初代クランリカード侯爵[1]
- エミリー（1807年9月13日 – 1842年12月5日） - 1826年1月9日、第3代ハウス伯爵トマス・セント・ローレンスと結婚、子供あり[17]